# Кобилић (Велика Горица)
Кобилић (до 1991. године Кобилићи) је насељено место у саставу Града Велике Горице, у Туропољу, Хрватска.

## Становништво
На попису становништва 2011. године, Кобилић је имао 533 становника.

## Попис1991.
На попису становништва 1991. године, насељено место Кобилићи је имало 475 становника, следећег националног састава:
| Попис 1991.‍  | Попис 1991.‍  | Попис 1991.‍ | Попис 1991.‍ | Попис 1991.‍ |
| ------------ | ------------ | ----------- | ----------- | ----------- |
|              |              |             |             |             |
| Хрвати       | Хрвати       |             | 441         | 92,84%      |
| Муслимани    | Муслимани    |             | 10          | 2,10%       |
| Срби         | Срби         |             | 4           | 0,84%       |
| Југословени  | Југословени  |             | 1           | 0,21%       |
| Мађари       | Мађари       |             | 1           | 0,21%       |
| Руси         | Руси         |             | 1           | 0,21%       |
| Црногорци    | Црногорци    |             | 1           | 0,21%       |
| неопредељени | неопредељени |             | 13          | 2,73%       |
| непознато    | непознато    |             | 3           | 0,63%       |
| укупно: 475  |              |             |             |             |